# Piliocolobus preussi
Procolobus preussi là một loài động vật có vú trong họ Cercopithecidae, bộ Linh trưởng. Loài này được Matschie mô tả năm 1900.